# Амар III
Амар III ульд Аль-Мухтар бен Амар (араб. أعمر ولد المختارولد أعمر ولد إعل شنظورة الملقب ولد كمبة; д/н — 1800) — 10-й емір Трарзи в 1794/1795—1800 роках.

## Життєпис
Походив з арабської династії ульд-ахмед ібн даман. Син еміра Мухтара I та доньці шейха клану ульд-кумба. Тому його інколи називають Амар ульд Кумба. Про молоді роки обмаль відомостей. 1794 або 1795 року ймовірно повалив брата — еміра Алаїт I, посівши трон.
Зберігав союзні стосунки з французькою колонією Сен-Луї, відмовившись здійснити на неї напад спільно з Мухаммадом, еміром Бракни. Помер 1800 року. Йому спадкував стриєчний брат Мухаммад II.